# فتيل شمعة

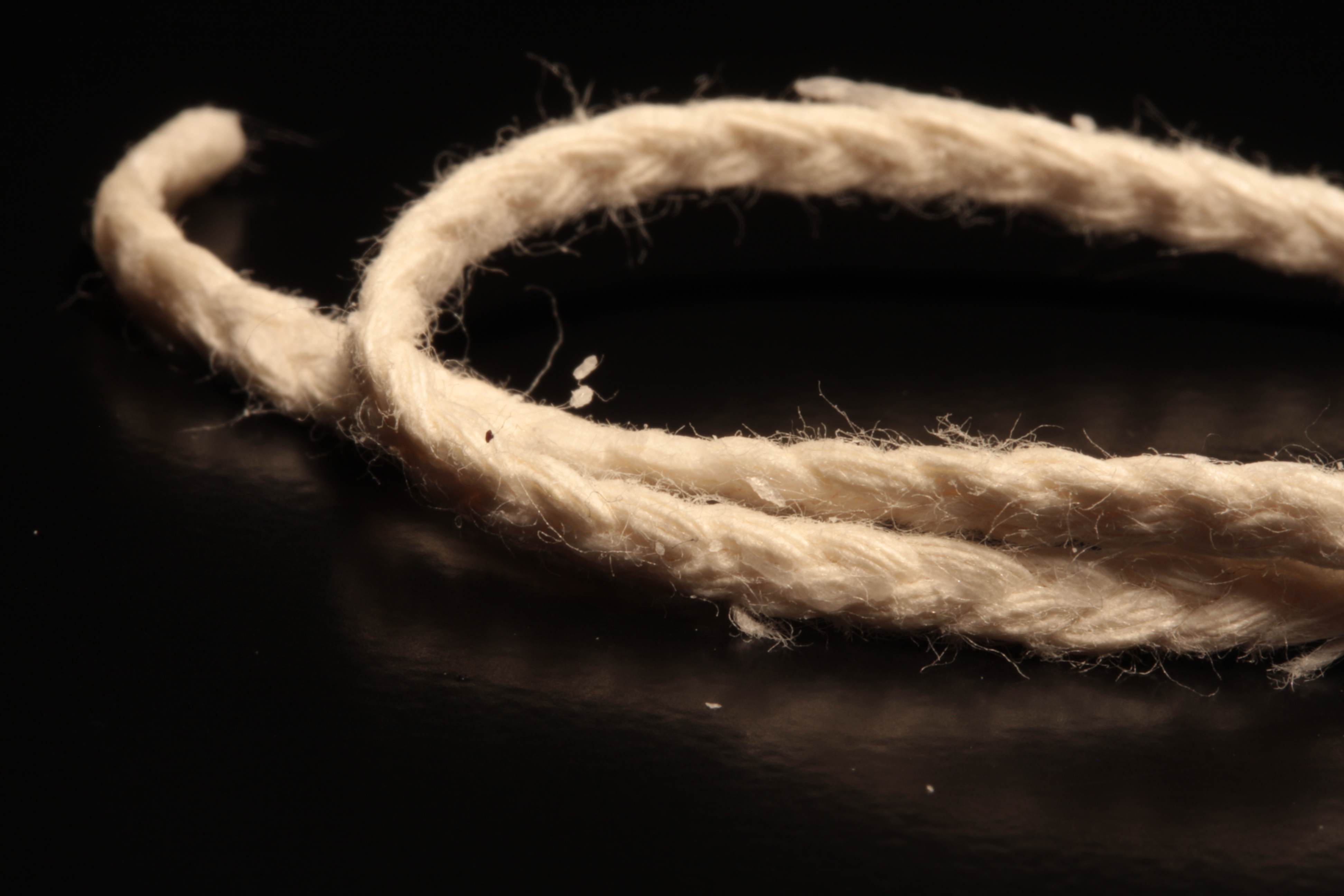
فتيل شمعة

عادة ما يكون فتيل الشمعة أو فتيل المصباح مصنوعًا من القطن المضفر الذي يحمل لهب الشمعة أو مصباح زيتي. يعمل فتيل الشمعة عن طريق الخاصية شعرية، حيث ينقل الوقود إلى اللهب. عندما يصل الوقود السائل، عادة الشمع المنصهر، إلى اللهب فإنه يتبخر ويحترق. بمعنى آخر، يقوم الفتيل برفع الشمع المسال إلى اللهب ليحترق. يؤثر فتيل الشمعة على كيفية احتراق الشمعة. تشمل الخصائص المهمة للفتيل القطر والصلابة ومقاومة الحريق والربط.

## أنواع الفتيل

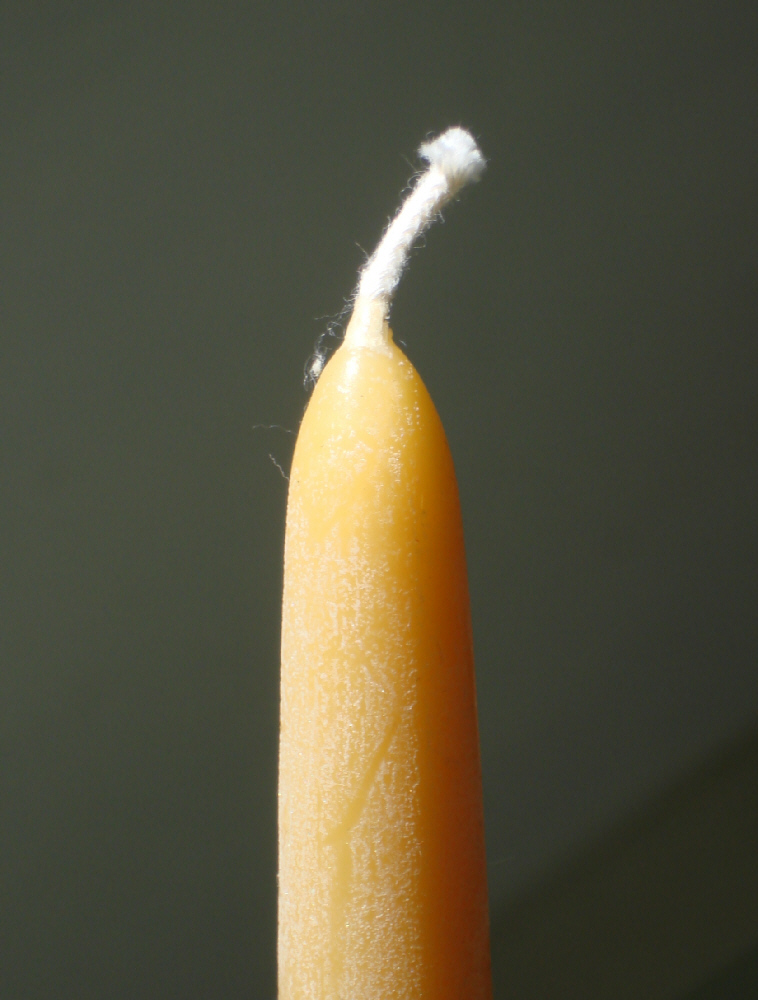
فتيل شمعة في شمعة

في بعض الأحيان يتم تجديل الفتائل بشكل مسطح، بحيث عند احتراقها فإنها تلتف مرة أخرى إلى اللهب، مما يجعلها مستهلكة ذاتيًا. تحدد أحجام الفتيل كمية الوقود التي يتم إدخالها إلى اللهب. قبل إدخال هذه الفتائل، تم استخدام مقص خاص لقص الفتيل الزائد دون إطفاء اللهب.
عادةً ما تؤدي الفتائل ذات القطر الكبير إلى لهب أكبر، وتجمع أكبر من الشمع الذائب، واحتراق الشمعة بشكل أسرع.
في الشموع الصغيرة، يتم ربط الفتيل بقطعة معدنية لمنعه من الطفو إلى أعلى الشمع المنصهر والاحتراق قبل أن يحترق الشمع. الشموع المصممة لتطفو على الماء لا تتطلب فقط حبلًا للفتيل، ولكن أيضًا ختمًا في الجزء السفلي من الشمعة لمنع الفتيل من امتصاص الماء وإطفاء اللهب.
يمكن أن تكون الفتائل مصنوعة من مواد أخرى غير الخيوط أو الحبل، مثل الخشب وحتى الأسبستوس، على الرغم من أنها نادرة. يستخدم ضوء الاندفاع وشموع الاندفاع في القرن السابع عشر أيضًا لب الاندفاع. يمكن استخدام قطن السدادات القطنية كفتائل لمصابيح الزيت في حالات البقاء على قيد الحياة في البرية.